# 清仁親王
清仁親王（きよひとしんのう、生年不詳 - 長元3年7月6日（1030年8月7日））は、平安時代中期の皇族。花山天皇の第二皇子。官位は四品・弾正尹。

## 経歴
誕生時には父の花山法皇は既に出家しており、母の中務は出自が低かった。更に花山法皇は中務の実娘の平子も同時に寵愛して皇子昭登親王を儲けるなど複雑な事情があったために、異母兄の昭登親王ともども祖父冷泉上皇の子（第5・第6皇子）として育てられた。このため世間では清仁親王を「親腹御子」、昭登親王を「女腹御子」と呼んだと伝わる。
一条朝の寛弘元年（1004年）弟の昭登とともに親王宣下を受けた。時の執政であった左大臣の藤原道長は複雑な背景を有する清仁・昭登への親王宣下に消極的であったが、花山法皇の意向を受けてやむなく従ったとされる。
寛弘8年（1011年）8月に藤原実資の加冠によって昭登親王とともに元服し、9月には四品に叙せられる。同年10月の三条天皇の即位式では左の擬侍従に昭登親王、右の擬侍従に清仁親王が任命されたが、結局清仁親王が左の擬侍従を務めた。なお、長和5年（1016年）に行われた後一条天皇の即位式では、左方の侍従を昭登親王が、右方の侍従を清仁親王が務めている。
その後、弾正尹を務めるが、長元元年（1028年）に出家し、長元3年（1030年）7月6日薨去した（『小記目録』）。

## 官歴
- 寛弘元年（1004年） 5月2日：親王宣下[7]
- 寛弘8年（1011年） 8月23日：元服[8]。9月10日：四品[8]
- 万寿元年（1024年） 正月26日：見・弾正尹[8]
- 長元元年（1028年） 日付不詳：出家（四品弾正尹）[9]
- 長元3年（1030年） 7月6日：薨去[10]

## 系譜
※ 注記のないものは『尊卑分脈』による。
- 父：花山天皇
- 母：中務（平祐之の娘）
- 妻：源頼房の娘
  - 男子：源延信
- 生母不詳の子女
  - 男子：延清王[1]
  - 男子：兼文王
  - 女子：永子女王
  - 女子：信子女王 - 藤原能長室
  - 女子：寛意の母[11]
- 養子女
  - 養子：康資王（?-1090） - 実は源延信の子、康資王母は伊勢大輔の娘で同じく歌人